# Johnny B. Goode
Johnny B. Goode és una famosa cançó de Chuck Berry escrita l'any 1955 i apareguda a l'àlbum Chuck Berry Is on Top. Ha tingut gran transcendència en el món de la música i la cultura popular de finals del segle XX: és una de les cançons més famoses de tota la història.
Als pocs dies de ser posat a la venda, el senzill va arribar fins al segon lloc de la llista R & B Singles i fins a la vuitena posició dels Billboard Hot 100, ambdues dels Estats Units. Des de fa anys el tema és considerat un dels més coneguts del rock and roll, i apareix a les llistes de millors cançons de rock, tant en llibres i revistes com en pàgines web. La prestigiosa revista Rolling Stone la va posar en el setè lloc de la seva llista de les 500 millors cançons de tots els temps. Segons el lloc agregador de llistes Acclaimed Music, és la 12a cançó més lloada pels crítics de tots els temps.
Escrita per Chuck Berry el 1955, la seva lletra parla d'un noi de camp que toca la guitarra, i que algun dia podria esdevenir una celebritat dels escenaris. Berry ha reconegut que la cançó és en part autobiogràfica, i que al principi a la lletra hi sortia l'expressió «colored boy» -Noi de color en català i que fa al·lusió al color de pell del guitarrista- però que ho va canviar a «country boy» 
El seu títol fa un joc de paraules amb el fet que un guitarrista pot ser bo, el que en anglès i de manera literal es diu «be good». La cançó inicialment es va inspirar en el pianista Johnnie Johnson, encara que es va convertir en una referència de Berry a ell mateix: el cantant havia nascut al 2520 de l'avinguda Goode de Saint Louis (Missouri). Tot i que Johnson tocà el piano als discos anteriors de Berry, algunes versions afirmen que el pianista d'aquest enregistrament va ser Lafayette Leake.
El 1985, Marty McFly (Michael J. Fox) la va versionar a la pel·lícula Retorn al futur, de Robert Zemeckis. La banda britànica de heavy metal Judas Priest la va gravar per al seu àlbum Ram It Down de 1988 i, al mateix any, el tema aparegué a la banda sonora de la pel·lícula còmica Johnny Be Good, protagonitzada per Anthony Michael Hall, Robert Downey Jr. i Paul Gleason.
Per promocionar-la, se'n va fer un vídeo musical dirigit per Wayne Isham i enregistrat en una actuació en viu de la gira Mercenaries of Metall Tour. Als pocs dies del llançament, va arribar fins al lloc 64 de la llista UK Singles Chart.